# کیم جونگ سو
کیم جونگ سو (انگلیسی: Kim Jong-su؛ زادهٔ ۱ ژانویهٔ ۱۹۷۷) تیرانداز اهل کره شمالی است.